# ニシキコンサルタント
ニシキコンサルタント株式会社（NISHIKI CONSULTANT CO.,LTD.）は、東京都千代田区に本社を置く、港湾を中心とした建設コンサルタント会社。

## 沿革
- 1983年3月10日　東京都千代田区にてニシキコンサルタント（株）設立。
- 1999年8月23日　ISO9001認証を取得。

## 社名の由来
社名の由来は、設立時の住所千代田区神田錦町だったことから。